# Gerard Labuda
Pour les articles homonymes, voir Labuda.
Gerard Labuda (né le 28 décembre 1916 à Nowa Huta près de Kartuzy et mort le 1er octobre 2010 à Poznań) est un historien polonais médiéviste. Il a notamment travaillé sur l'histoire de la Pologne et des Slaves occidentaux, par exemple celle de la Poméranie et de la Cachoubie, ainsi que sur l'histoire générale de la culture et de la civilisation et sur les méthodes en historiographie. Il est recteur de l'université Adam-Mickiewicz de 1962 à 1965. De 1984 à 1989, il est vice-président de l'Académie polonaise des sciences et, de 1989 à 1994, président de la Académie polonaise des arts et sciences. 

## Biographie

### Enfance et jeunesse
Gerard Labuda commence son éducation dans la maison familiale. Dès l'âge de huit ans, il écrit et lit couramment le polonais et l'allemand. Inscrit à l'école communale de Luzino, il passe en quelques semaines en seconde puis en troisième année. Il fréquente ensuite le lycée classique de Wejherowo, le chef-lieu de la Cachoubie.

### Études
En 1936, Gerard Labuda s'inscrit en histoire à l'université Adam-Mickiewicz de Poznań. Au cours de ses études, il rédige des travaux de recherche, parmi lesquels sa monographie sur l'évêque Christian de Prusse a acquis une place remarquable dans l'historiographie polonaise. En 1938, il travaille à la mise en ordre des archives du  domaine d'Aleksander Wielopolski à Chroberz. Au cours de l'année universitaire 1938–1939, il est boursier à l'université de Lund en Suède. Ses études sont interrompues par le déclenchement de la Seconde Guerre mondiale, mais il suit les cours clandestins de l'université secrète des territoires occidentaux (pl) dont le siège est à Varsovie. Il y reçoit en 1943 sa maîtrise sur la base de son ouvrage publié en 1937 sur La Pologne et les chevaliers teutonique en Prusse. Il soutient son doctorat en 1944, sur la base de la thèse d'avant-guerre « Założenia Arcybiskupstwa Magdeburskiego i Biskupstwa Poznańskiego na tle wschodniej polityki misyjnej » (Les Objectifs de l'archevêché de Magdebourg et de l'évêché de Poznań dans la politique de la mission d'évangélisation à l'Est). Pour son doctorat, il doit passer également un examen d'archéologie. C'est pourquoi en mars 1943, il va spécialement à Zarzecze où se cachait le professeur Józef Kostrzewski sur le domaine de Stanisław Hofmokl (pl). Pendant l'occupation, il travaille comme comptable au conseil d'administration allemand de la Liegenschaftverwaltung de Chrobrze, en même temps qu'il enseigne de manière clandestine l'histoire médiévale de la Pologne à Kielce pour l'Université clandestine des territoires occidentaux. Il partageait des archives auxquelles ses fonctions lui donnaient accès pour la recherche scientifique clandestine.

### Carrière scientifique
Après la guerre, il travaille à l'université de Poznań et participe activement à la reconstruction de la bibliothèque du Séminaire historique. En 1946, il reçoit son habilitation universitaire sur la base d'une thèse sur les débuts de l'État polonais, principalement écrite pendant l'occupation. Il exerce à plusieurs reprises la fonction de vice-doyen de la Faculté des sciences humaines. À partir de 1950, il est professeur à l'université de Poznań ; en 1951, il devient membre correspondant de l'PAU, et à partir de 1953 également à l'Institut d'histoire de l'Académie polonaise des sciences où il dirige le département d'histoire de Poméranie. Dans les années 1958-1961 il est directeur du Institut occidental (en), recteur de l'université de 1962 à 1965. À compter de 1964, il est membre correspondant de l'Académie polonaise des sciences, membre titulaire à partir de 1969, en 1972-1994 membre de la présidence de l'Académie. Il est également membre actif de la Société des amis des sciences de Poznań, qu'il préside en 1980-1981. Il s'implique dans l'Académie polonaise des arts et sciences (PAU) après sa réactivation en 1989, la présidant de 1989 à 1994 (il est ensuite président d'honneur). Il siège dans de nombreuses instances (comme la commission polono-ouest-allemande sur les manuels scolaires ou la commission nationale pour l'UNESCO) et dirige des ouvrages monumentaux comme l'Histoire de la diplomatie, le Dictionnaire des antiquités slaves et le Dictionnaire biographique polonais.

#### Les événements de mars et leurs conséquences
En 1968, ses quatre fils participent aux manifestations de mars 1968 à l'université. Convoqué au ministère pour donner des explications, il soutient (en tant qu'« ancien recteur ») que ses fils avaient pris le bon choix en mars 1968. À compter du 1er septembre 1970, il est contraint d'arrêter de travailler à l'université, tout en restant à l'Institut d'histoire de l'Académie polonaise des sciences. Cependant, grâce au soutien du ministre de l'Enseignement supérieur Henryk Jabłoński, il obtient un congé non rémunéré d'une durée indéterminée, ce qui lui permet de conserver formellement son poste à l'université et continuer à diriger à titre bénévole jusqu'à sa retraite en 1986 les travaux du Département d'histoire universelle et de la Pologne jusqu'au XVe siècle et l'Institut d'histoire. Des tentatives infructueuses pour lui rendre son poste de professeur à l'université ont été faites en 1974-1975 par le recteur d'alors, Benon Miśkiewicz (pl).

### Vie privée
En 1943, il épouse la comtesse Alberta Wielopolska (pl) (1917–1999, sœur d'Alfred Wielopolski (pl)), arrière-petite-fille du margrave Aleksander Wielopolski. Ses quatre fils Aleksander, Iwo, Adam et Damian sont respectivement devenus professeurs d'université en Pologne, aux États-Unis, en Allemagne et au Canada. Sa fille Anastazja Winiger, qui vit en Suisse, est l'un des rédacteurs du Grand inventaire des monuments historiques du canton de Genève. Il a dit de lui-même: « Je ne parle bien qu'en cachoube, c'est ma matrice linguistique.»

### Funérailles
Le 9 octobre 2010, il est enterré à Luzino, en Cachoubie. Le président du Conseil des ministres Donald Tusk (lui aussi d'origine cachoube) participe aux funérailles. L'homélie est prononcée par le primat de Pologne, Mgr Henryk Muszyński.

## Prix et titres honorifiques
Gerard Labuda est titulaire des plus prestigieuses décorations polonaises avec l'ordre Polonia Restituta (grand-croix par décision du président Aleksander Kwaśniewski en date du 11 novembre 1996), l'ordre de la Bannière du Travail et à titre posthume l'ordre de l'Aigle blanc (2010).
Il a été couronné du prix de la Fondation Alfred-Jurzykowski (pl) (États-Unis, 1983), du prix Herder (1991) et du prix du ministre de la Défense nationale pour ses contributions dans le domaine de l'histoire militaire.
Il est docteur honoris causa de l'université de Gdańsk (1985), de l'université de Lublin (1993), de l'université Jagellonne de Cracovie (1995), de l'université de Varsovie (1997), de l'université de Wrocław (1999) et de l'université de Szczecin (2003).

## Œuvres (choix)
- Studia nad początkami państwa polskiego, Cracovie 1946.
- Pierwsze państwo słowiańskie – państwo Samona, Cracovie 1949.
- Słowiańszczyzna pierwotna, Varsovie 1954.
- Polska granica zachodnia. Tysiąc lat dziejów politycznych, 1970.
- Fragmenty dziejów Słowiańszczyzny Zachodniej, t. 1–3, Poznań 1960, 1964, 1975.
- Dzieje Zakonu Krzyżackiego w Prusach. Gospodarka-Społeczeństwo-Państwo-Ideologia (avec Marian Biskup), Wydawnictwo Morskie, Gdańsk 1986.
- Studia nad początkami państwa polskiego (t. 1–2, 1987–88).
- Pierwsze państwo polskie, Kraków 1989, seria Dzieje Narodu i Państwa Polskiego.
- Kaszubi i ich dzieje, Gdańsk 1996,  (ISBN 83-904950-9-0).
- Święty Stanisław Biskup Krakowski, Patron Polski, Publikacje Instytutu Historii UAM 39, Poznań 2000.
- Mieszko I, Wrocław 2002.
- Historia Kaszubów w dziejach Pomorza t.1 Czasy średniowieczne, Gdańsk 2006.
- Korona i Infuła. Od Monarchii do poliarchii, Kraków 1996, seria Dzieje Narodu i Państwa Polskiego.
- Słowiańszczyzna starożytna i wczesnośredniowieczna, 2003.
- Mieszko II. Król Polski (1025–1034), Wydawnictwo Poznańskie, Poznań 2008.
- Rozważania nad teorią i historią kultury i cywilizacji, Wydawnictwo Poznańskie 2008[1].

Les publications scientifiques de Gerard Labuda ont fait l'objet du travail édité par J. Dobosz, Naukowe dzieło Profesora Gerarda Labudy (Les travaux scientifiques du professeur Gerard Labuda). Au total, il a publié plus de 2 000 travaux, dont plus de 30 livres et plusieurs centaines d'articles